# Jacques R. Saadé
Jacques R. Saadé (* 7. Februar 1937 in Beirut, Libanon; † 24. Juni 2018 in Marseille, Frankreich) war ein libanesischer Reeder und Gründer der Reederei Compagnie Maritime d’Affrètement (CMA), aus der später die CMA CGM Group hervorging.

## Leben
Saadé wurde am 7. Februar 1937 in Beirut im Libanon geboren. Sein Vater stammte aus Syrien, seine Mutter aus dem Libanon. Saadé, der zwei Geschwister hatte, wuchs in Latakia in Syrien auf.
Er besuchte die Amerikanische Universität Beirut sowie die London School of Economics, die er 1957 abschloss. Anschließend ging er nach New York, wo er ein Praktikum bei einer Reederei absolvierte. Hier kam er zum ersten Mal mit Containern in Berührung, die von den US-amerikanischen Streitkräften während des Vietnamkrieges als Transportbehälter genutzt wurden. Ihm gefiel die Idee des Containers als geschlossenen Behälter, der leicht und schnell zu handhaben war.
Nachdem sein Vater 1958 gestorben war, ging er zurück nach Syrien. Er führte die Geschäfte seines Vaters weiter, bis Unternehmen in Syrien unter Staatspräsident Hafiz al-Assad verstaatlicht wurden. Die Familie ging daraufhin in den Libanon, wo Saadé eine von seinem Vater aufgebaute Reederei weiterführte.
Im Juli 1978 verließ er mit seiner Familie den Libanon, um die Familie vor dem dort herrschenden Bürgerkrieg zu schützen. Die Familie ging nach Marseille. Hier gründete er am 13. September des Jahres mit seinem Bruder Johnny die Reederei Compagnie Maritime d’Affrètement, mit der zunächst ein Liniendienst zwischen Marseille und Beirut betrieben wurde. Nach Verlusten der Reederei im ersten Jahr und Streitigkeiten über die Unternehmensführung, stieg sein Bruder aus dem gemeinsamen Geschäft aus, während Saadé das Unternehmen weiterentwickelte.
1996 übernahm er die französische Reederei Compagnie Générale Maritime (CGM), die 1999 mit CMA zur CMA CGM Group verschmolzen wurde und aus der später eine der größten Containerreedereien der Welt wurde.
Neben anderen Ämtern, die Saadé innehatte, war er von 1986 bis 2014 Präsident der Französisch-Libanesischen Handelskammer.
2011 wurde Saadé CEO der CMA CGM Group. Am 7. Februar 2017 gab er die Position an seinen Sohn Rodolphe Saadé ab, der seit 1994 im Unternehmen war. Vater Saadé blieb zunächst noch Vorsitzender des Verwaltungsrates. Dieses Amt, das er seit 2010 innehatte, übergab er im November 2017 ebenfalls an seinen Sohn Rodolphe.
Saadé starb am 24. Juni 2018 in Marseille im Alter von 81 Jahren. Er war verheiratet und hatte drei Kinder, zwei Söhne und eine Tochter.
CMA CGM benannte 2019 das Typschiff der CMA-CGM-Megamax-24-Klasse, die CMA CGM Jacques Saade, nach ihm.

## Auszeichnungen / Ehrungen
- 2007: Maritime Personality of the Year, Auszeichnung des Magazins Seatrade
- 2007: Prix Manley-Bendall der Académie de marine in Paris
- 2007: Ehrenhalber verliehener akademischer Grad der Arab Academy for Science, Technology and Maritime Transport in Alexandria
- 2012: Lifetime Achievement Award, Auszeichnung des Magazins Containerisation International für sein Lebenswerk
- 2013: Ehrenbürger der Stadt Marseille[5]
- 2013: Admiralitäts-Portugaleser der Stadt Hamburg
- 2014: Litterarum humanarum doctor, Ehrendoktorwürde der Libanesisch-Amerikanischen Universität in Beirut (LAU)
- 2014: Ehrung des Verbandes der Industrie- und Handelskammern des Mittelmeerraums (ASCAME) für die Förderung der wirtschaftlichen Entwicklung im Mittelmeerraum sowie Frieden und Toleranz weltweit
- 2015: Commandeur de la Légion d’Honneur
- 2016: Commandeur de l’Ordre du Mérite maritime